# ホンダテクニカルカレッジ関西

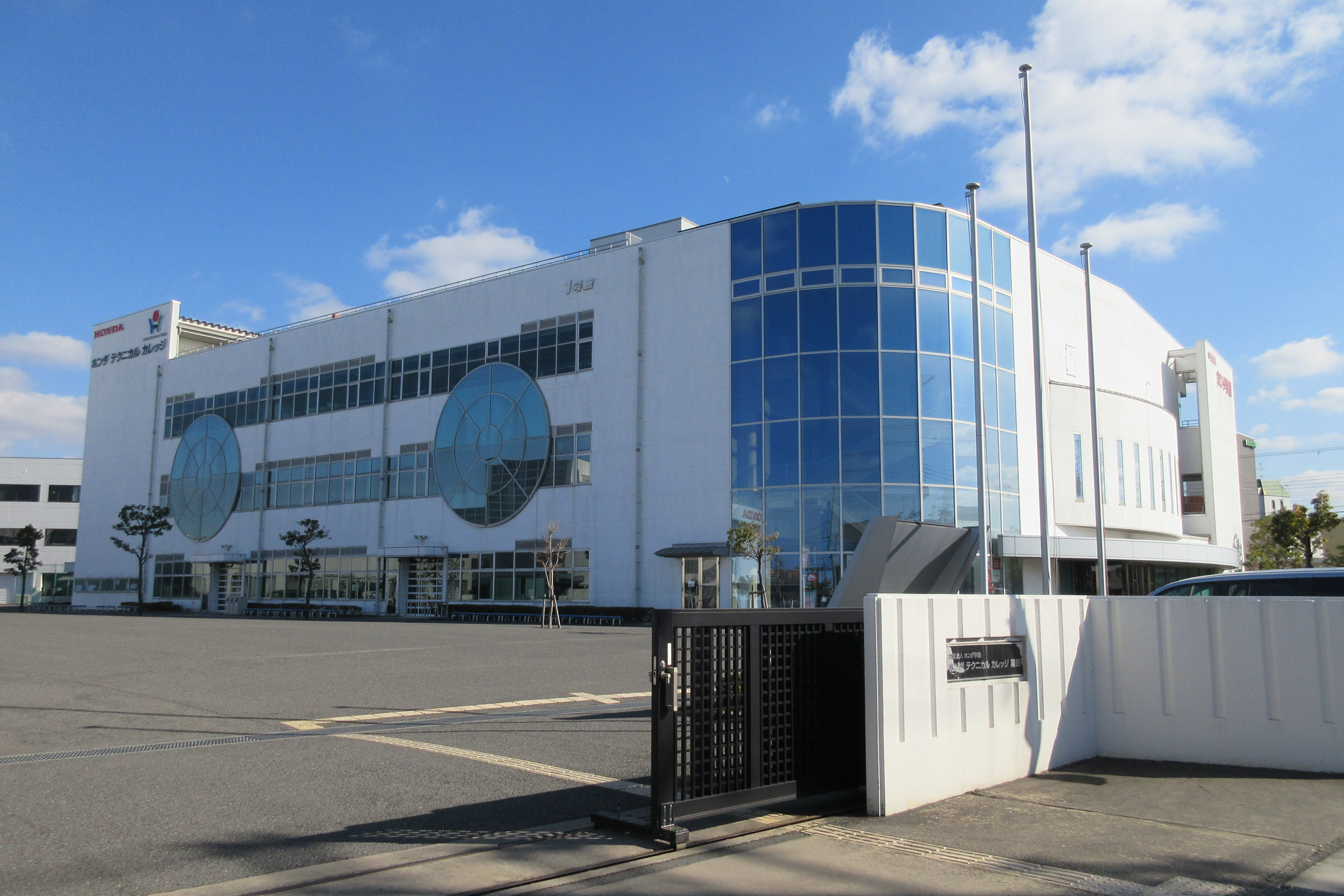
ホンダテクニカルカレッジ関西

ホンダテクニカルカレッジ関西（ホンダテクニカルカレッジかんさい）通称・ホンダ学園は、自動車メーカーの本田技研工業株式会社が母体の学校法人 ホンダ学園が運営する大阪狭山市にある自動車整備士および自動車の研究開発者を育成するための専修学校専門課程（専門学校）である。創設者及び初代校長は本田宗一郎(Honda創業者)。

## 学園運営方針
「人に愛され、信頼される」技術者の育成。
●建学の志
　・ホンダ学園は世界に歓迎される人間の育成を使命とする
●学園の目的
　・チャレンジ精神に溢れ、人に愛され信頼される技術者の育成する
●育成方針（世界に歓迎される・・・）
　・マナーとマインドを磨く
　・実践第一の技術力を学びとる
　・社会貢献の心と行動力を育む　

## 沿革
- 1981年（昭和56年）
  - 初代校長 本田宗一郎
  - ホンダ関西自動車整備士専門学校として開校。
  - 第一期生　高等課程（24名）・専門課程（87名）入学。
- 1985年（昭和60年） - 文部省補助金交付によるコンピュータ学習装置設置。
- 1986年（昭和61年）
  - 第一回特別講話始まる(初回はホンダF1チームより桜井淑敏、市田勝巳の両氏を講師)。
  - ホンダエコノパワーレース全国大会専門学校部門優勝。
- 1993年(平成5年） - ソーラーカーレース鈴鹿'93で総合優勝。
- 1994年(平成6年） - ホンダ学園賛助会設立。奨学金制度導入。
- 1999年(平成11年） - エコラン関西大会で1〜3位独占。大阪狭山市教育推進地域事業研究発表大会に参加。
- 2000年(平成12年） - 学生へのカウンセラー常駐。 学生相談室開設。ホンダエコノパワーレース全国大会専門学校部門優勝。
- 2004年（平成16年） - ニュージーランド研修スタート。二輪整備同好会が鈴鹿8時間耐久ロードレースで総合3位。一年生販売会社訪問スタート。
- 2006年（平成18年） - ホンダ関西自動車整備専門学校からホンダテクニカルカレッジ関西へ校名変更。
- 2011年（平成23年） - 新校舎4号館完成（ものづくりエリア・二輪整備実習場完備）
- 2017年（平成29年） - 一級自動車整備研究科・自動車研究開発科・自動車整備科、職業専門実践課程として認定される 創立40周年記念イベント開催
- 2018年（平成30年） - 留学生専用の学科「自動車整備留学生科（3年制）」を新設
- 2020年（令和2年） - ホンダ学園（関東校・関西校）の卒業生が総数2万人に達する
- 2020年（令和2年） - 一級自動車整備研究科の名称を一級自動車研究開発学科へ改名。また、自動車研究開発学科を一級自動車研究開発学科へ統合し、3-4年次の選択コースとする。

## 学科（夢を叶える３つの学科・コース）
- 自動車整備科(2年制)
- 自動車整備留学生科（2年制）
- 一級自動車研究開発学科（4年制）　　　　　　　　　　　　　　　　　　　　　　　　　　　　　　　　　　　　　　　　　　　　　　3年次の進級コース（１．一級自動車整備士コース　/　２．自動車研究開発コース）　　　　　　　　　　　　　　　　　　　　　　　　※一級自動車研究開発学科は3年次に2つのコースに分かれ学びます。いずれかの一つのコースへ進級

## 学校行事

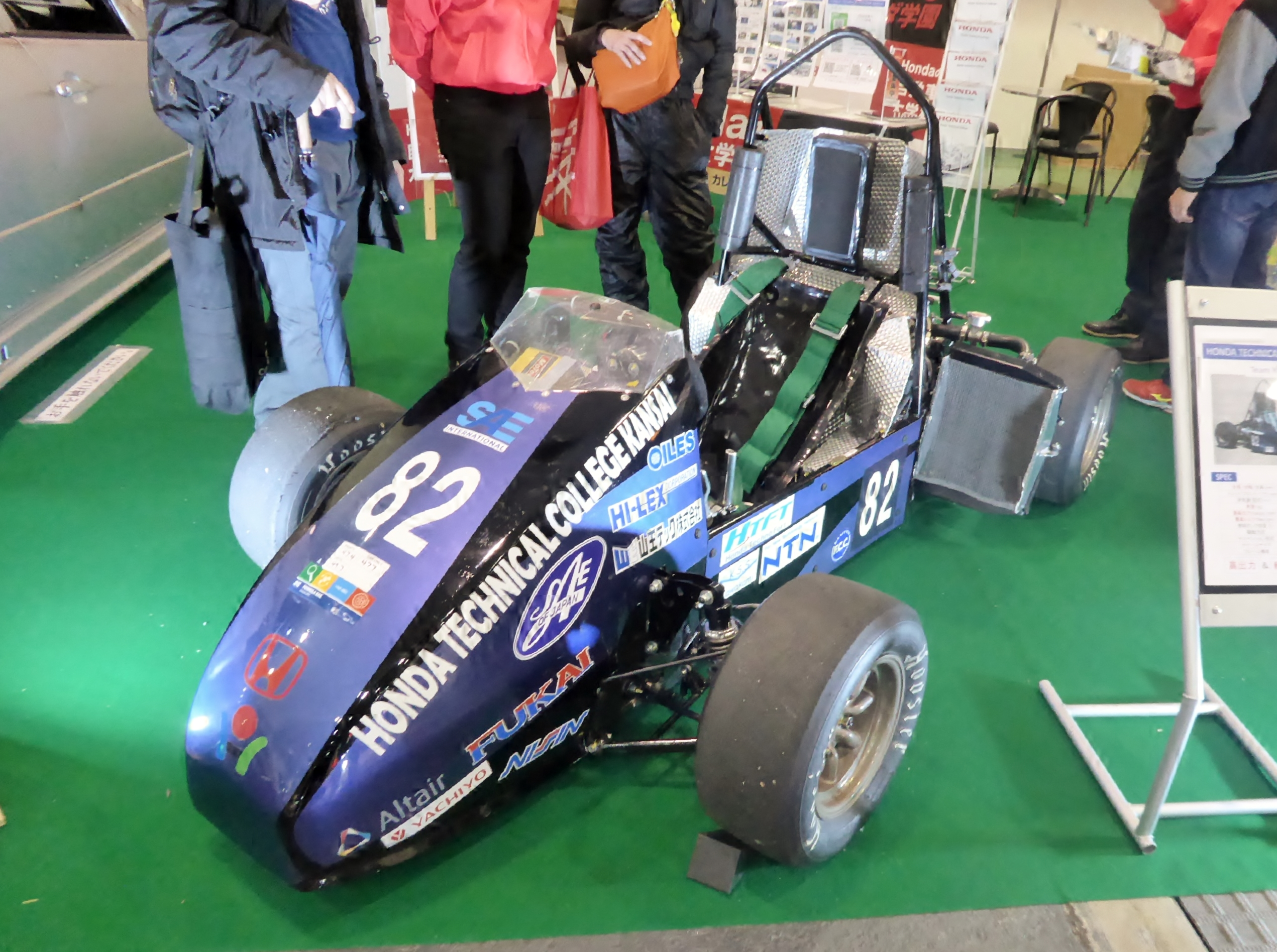
大阪オートメッセ2018で展示された学生フォーミュラ車両。

- 鈴鹿安全運転講習（鈴鹿サーキットにて二輪、四輪の危機回避能力の訓練）
- トップセミナー
- 賛助会企業セミナー
- 学園祭（スポーツ大会含む）
- 校外オリエンテーション

## 寮（現在は閉寮）
- くみのき寮　(2023年3月閉寮)
- さやま寮 (2015年閉寮)

寮は2023年3月時点で、すべて閉寮しました。（老朽化と学園生の生活習慣の変化等）
※大阪狭山市は専門学校・大学が多く立地する場所で、一人暮らしをされる方の賃貸物件が豊富で且つ、リーズナブルです。
　学園生・学園入学予定者様は、提携不動産利用時には特典がございます。（例：仲介手数料半額 等）

## 校歌
1.　金剛山の裾広く
　　瀬音さやかな天の川
　　河内狭山野むかしより
　　水を治むる術の里に
　　あ々我ら集う技術の同志
　　人間形成の家として
2.　遠く世界の涯までも
　　その名知らざるもののなき
　　ホンダの精神うけつぎて
　　又その技をみがかんと
　　あ々我ら集う技術の同志
　　友愛の誓いとこしえに
3.　科学の道にへだてなし
　　民族をこえ国を超え
　　夢を抱きつ若人が
　　仰げば理想の空青し
　　あ々我ら集う技術の同志
　　一つ意思（こころ）の歌絶えず

## 所在地
〒589-0012 大阪府大阪狭山市東くみの木2丁目1937番地の1 　TEL：072-366-9011　平日の9：00～17：30